# ナラ王物語

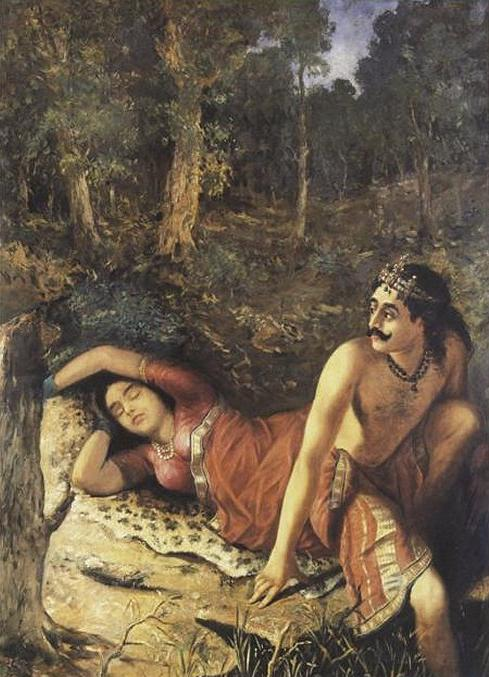
ダマヤンティーとナラ。ラヴィ・ヴァルマ画

『ナラ王物語』（ナラおうものがたり、サンスクリット: नलोपाख्यान 英: Nalopākhyāna ナローパーキャーナ）は、古代インドの叙事詩『マハーバーラタ』内の挿話の一つ。ナラ王とダマヤンティー妃の純愛と数奇な生涯を描いた物語。インド内外で愛好されている。

## 『マハーバーラタ』内の位置
『ナラ王物語』は、『マハーバーラタ』プーナ批判版第3巻50-78章にあたる部分で、聖仙（リシ）のブリハドアシュヴァが、パーンダヴァ五王子たちに聴かせる物語として挿入される。
『マハーバーラタ』本編の主役であるバラタ族のパーンダヴァ五王子は、ドラウパディー姫と婿選び式（スヴァヤンヴァラ）を経て結婚（一妻多夫婚）する。しかし、長男ユディシュティラがサイコロ賭博でイカサマに敗れたのをきっかけに、彼らは王国を奪われ放浪の旅に出る。森の中で悲嘆に暮れる彼ら（三男アルジュナは修行のため不在）のもとに、聖仙ブリハドアシュヴァが訪れる。ブリハドアシュヴァは彼らを慰めるため、この物語を聴かせる。その後最終的に、彼らは王国を取り戻す。
婿選び式、賭博での敗北、森林での放浪、そこからの凱旋、というあらすじの『ナラ王物語』は、『マハーバーラタ』本編と相似関係にある。なお、第3巻には他にも『サーヴィトリー物語』など複数の挿話が含まれる。
成立年代は『マハーバーラタ』が成立するより数世紀前、紀元前6世紀ごろまでのヴェーダ時代であり、そこから『マハーバーラタ』に吸収されたと推定される。

## あらすじ
ブリハドアシュヴァ仙は語り始めました――

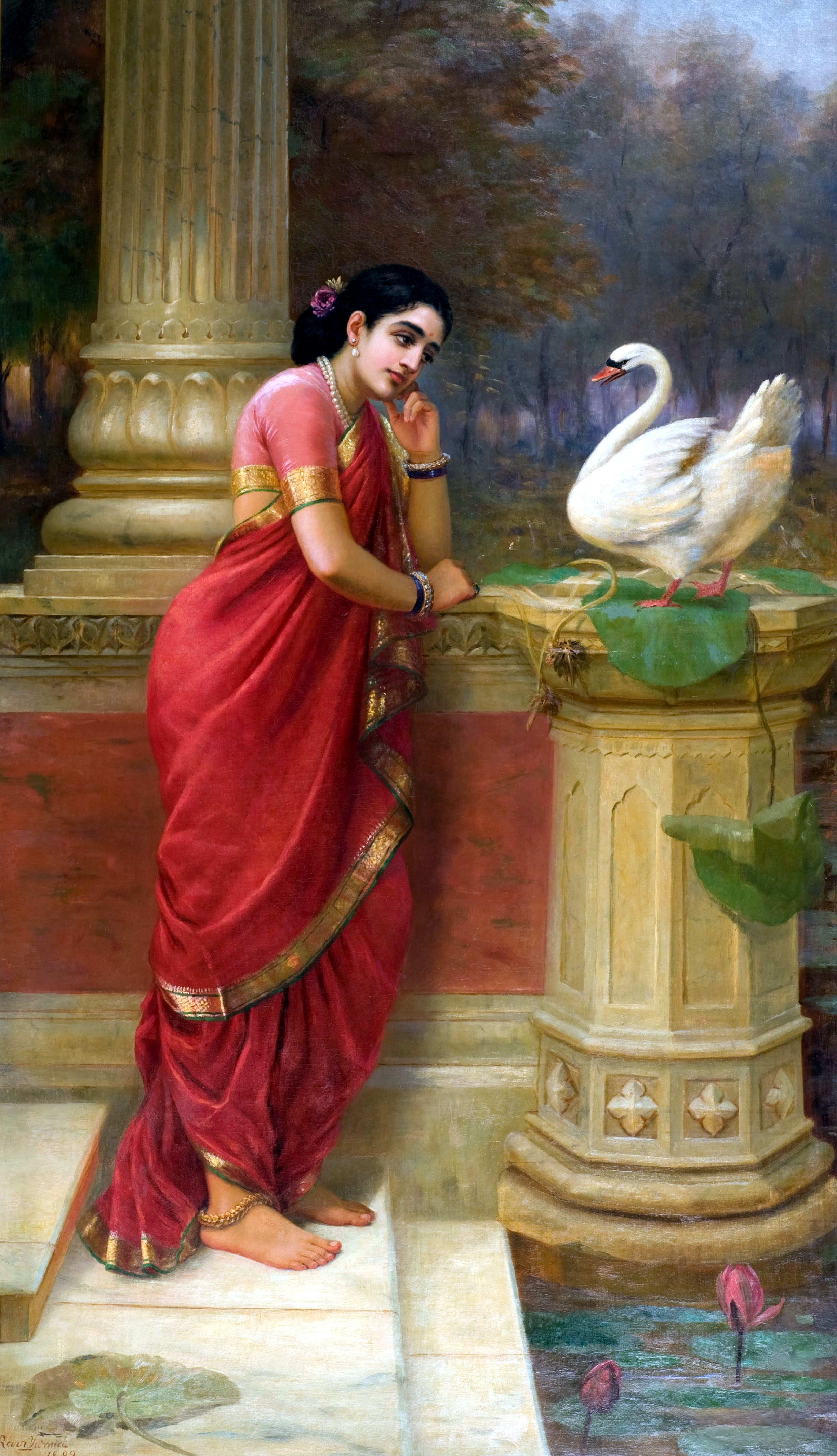
ハンサ鳥と話すダマヤンティー。ラヴィ・ヴァルマ画

昔、ナラという王子がありました。—鎧淳訳『ナラ王物語』第1章冒頭
昔、ニシャダ国にナラ、ヴィダルバ国にダマヤンティーという、美しい王子と姫がいた。人語を話すハンサ鳥の仲介により、二人は互いの存在を知った。恋煩いするダマヤンティーをみた父王は、婿選び式（スヴァヤンヴァラ）を開催した。式にはナラの他に、インドラ、アグニ、ヴァルナ、ヤマといった神々も参加していた。神々は皆ナラと同じ姿に身を変えていたが、ダマヤンティーは本物のナラを選び出し、二人は結婚した。

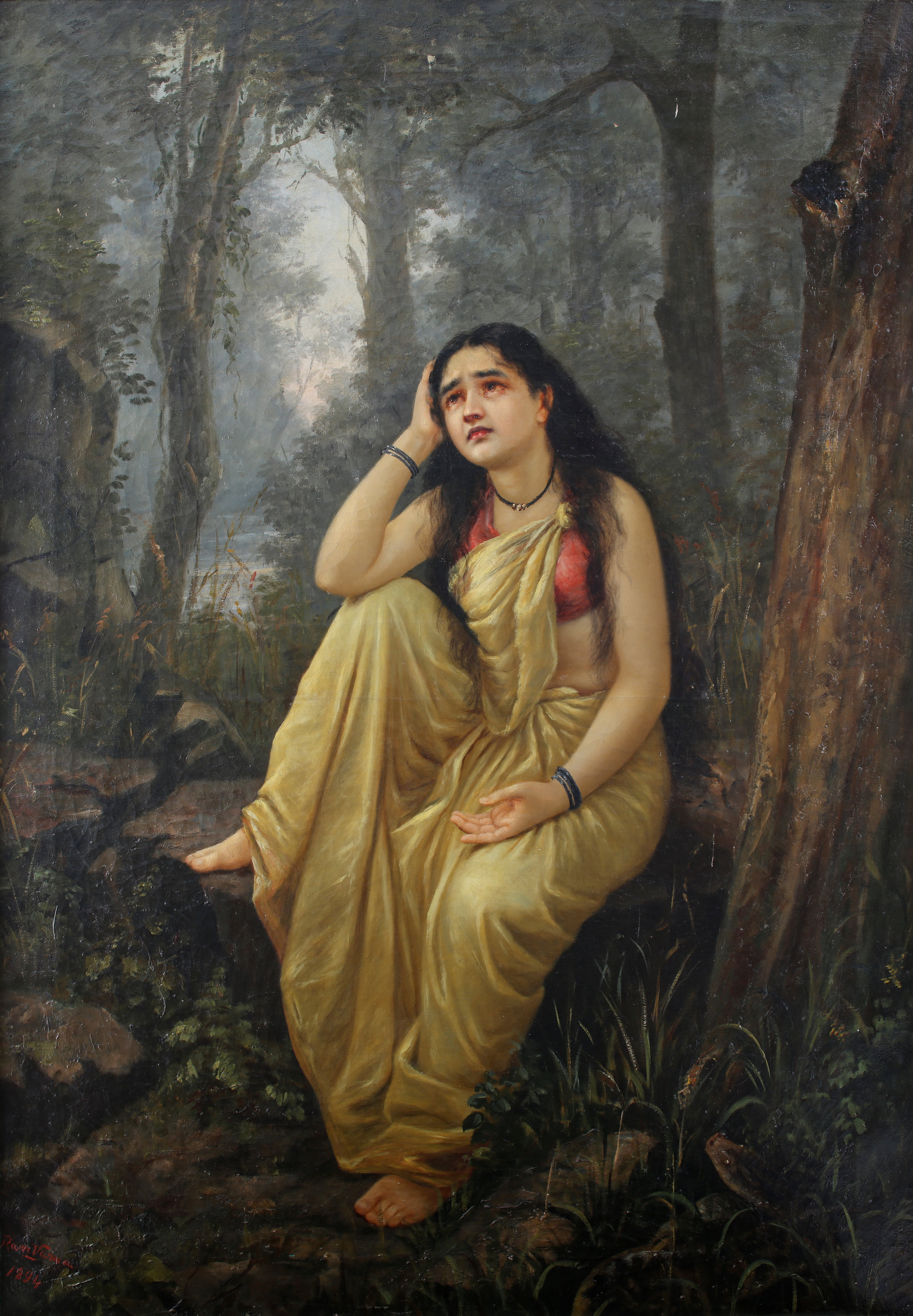
森でナラに置き去りにされたダマヤンティー。ラヴィ・ヴァルマ画

二人は幸せな結婚生活を送っていたが、悪神カリはこれに嫉妬した。カリに憑かれたナラは、同じくカリに唆された弟プシュカラとのサイコロ賭博に耽溺し、イカサマに敗れて王国を奪われる。ダマヤンティーはナラに付き従い、ともに放浪するが、森の中で置き去りされてしまう。それでもダマヤンティーはナラを探して放浪を続ける。一方、ナラは道中で会った蛇王カルコータカの力で醜い姿の別人となり、名前も変えてアヨーディヤー国のリトゥパルナ王に料理人兼御者として仕えていた。
父王のもとに帰り着いたダマヤンティーは、再びスヴァヤンヴァラを開催。そこに参加したナラは、カリに打ち勝ちダマヤンティーと再会。姿も回復。リトゥパルナ王から教わった賭博の奥義でプシュカラにも勝利。二人は王国を取り戻し、以降幸せに暮らした。

## 評価・受容
『ナラ王物語』という呼称ながら、実際の主人公はナラでなくダマヤンティーだとも言われる。とくに、森の中でナラと離別してからのダマヤンティーの描写は、後世のカーヴィヤ作品に劣らない美文と評される。
後世の南アジアでは多くの翻案が作られた。その例として、シュリーハルシャ『ナイシャダ・チャリタ』、作者不明『ナローダヤ』、トリヴィクラマバッタ『ナラ・チャンプー』、ペルシア文学の『ナル・ダマン』、タミル文学の『ナラ・ヴェンバー』などがある。1959年と2003年にタミル語映画、2023年にタミル語テレビドラマも公開されている。
中世の料理書『パーカダルパナ（料理の鏡）』は、本物語後半で料理人となったナラに仮託して書かれている。
西洋では、1819年、フランツ・ボップがラテン語訳注付き原文を出版。翌1820年、コーゼガルテンがドイツ語韻文訳を発表。以来、インド学者に加え、ゲーテやハイネらロマン派詩人にも受容され、多くの翻訳が作られた。
ゴンダやランマンのサンスクリット教本で練習問題として使われていることから、サンスクリット学習経験者の多くにとって思い出深い作品にもなっている。
2003年、日本の演出家・宮城聰が、音楽劇『マハーバーラタ ～ナラ王の冒険～』として翻案。フランスのケ・ブランリー美術館クロード・レヴィ＝ストロース劇場、アヴィニョン演劇祭、日本の静岡県舞台芸術センター（SPAC）、神奈川芸術劇場、池袋西口公園野外劇場、東京駅前行幸通りなどで度々上演している。同作は、2017年初演の歌舞伎作品『極付印度伝 マハーバーラタ戦記』の誕生にも影響を与えた。

## 主な日本語訳
- 泉芳璟 『月の王子・ナラ王物語』北宋社、1990年。
- 上村勝彦『原典訳 マハーバーラタ 3』筑摩書房〈ちくま学芸文庫〉、2002年。ISBN 978-4480086037。
- 北川秀則；菱田邦男 『ナラ王物語とサーヴィトリー姫物語 古代インドの叙事詩』山喜房佛書林、1999年。
- 妣田圭子；藤谷政躬  『ナラ王物語 マハーバーラタより』サンスクリット・サロン、1983年。
- 山口瑞鳳著、太田大八絵 『ナラ王ものがたり』青葉書房、1957年。（児童向け再話）NDLJP:1625606。
- 鎧淳 『マハーバーラタ ナラ王物語 ダマヤンティー姫の数奇な生涯』岩波書店〈岩波文庫〉、1989年。ISBN 978-4003206713。
- 鎧淳『ナラ王物語 サンスクリット・テクスト、註解、語彙集、韻律考ほか』春秋社、2003年。ISBN 978-4393101551。